# Futbol'ny Klub Belshyna Babruysk
El Futbol'ny Klub Belshyna Babruysk (en belarús: Белшина Бобруйск) és un club belarús de futbol de la ciutat de Babruisk.

## Història
Evolució del nom:
- 1992: Xinnik Babruisk
- 1995: Belxina Babruisk (el seu rival ciutadà Fandok Babruisk desaparegué)

## Palmarès
- Lliga belarussa de futbol (1):
  - 2001

- Copa belarussa de futbol (3):
  - 1997, 1999, 2001

- Campionat de l'RSS de Belarús (2):
  - 1978, 1982